# Convenções de Leiden
As Convenções de Leiden, ou, na sua forma portuguesa, de Leida, são um conjunto de regras e símbolos padronizados para refletir, numa publicação moderna, o estado duma escrita antiga, epigráfica ou em papiro. 
Anteriormente não havia um padrão para representar, nas publicações, o estado e as correções ou restaurações editoriais feitas no texto das inscrições, papiros, ou manuscritos. A convenção de Leiden foi projetada visando emendar este problema.
A forma inicial das Convenções foi acordada em uma reunião de eruditos clássicos na Universidade de Leiden em 1931, sendo publicada em um artigo logo depois. 
Mais recentemente foram publicadas melhoras e ajustes deste sistema de representação. 

## As "siglas" mais importantes
| siglum  | explicação                                                                                            |
| ------- | --- |
| [...]   | uma lacuna ou fenda no texto original, não restaurada pelo editor (extensão conhecida)                |
| [— — —] | uma lacuna ou fenda no texto original, não restaurado pelo editor (extensão desconhecida)             |
| [abc]   | lacuna do texto original reparada pelo editor                                                         |
| a(bc)   | abreviatura no texto, completada pelo editor                                                          |
| <ab>    | caracteres erroneamente omissos pelo escriba antigo, restaurado pelo editor                           |
| {ab}    | texto considerado supérfluo pelo editor                                                               |
| ạḅ      | caracteres danificados ou pouco nítidos no texto, ambíguo fora do seu contexto                        |
| ...     | traços de letras na superfície, insuficiente para restauração pelo editor (grego e uso Papirológico)  |
| +++     | traços de letras na superfície, insuficiente para restauração pelo editor (prática epigráfica romana) |
| ABC     | letras claras, mas incompreensíveis                                                                   |
| [abc]   | texto eliminado                                                                                       |
| "vac".  | (=vacat) espaço deixado vazio na rocha ou página.                                                     |

### Uso
- L'Année épigraphique, Paris: Leroux, 1888-
- Corpus Inscriptionum Latinarum, Berlin: de Gruyter, 1853-
- Oxyrhynchus Papyri, Egypt Exploration Society, 1898-
- Supplementum Epigraphicum Graecum, Lugduni Batavorum : Sijthoff, 1923-